# 대한민국 제12대 국회의원 선거 대구직할시
이 문서는 대한민국 제12대 국회의원 선거의 대구직할시 지역 개표 결과이다.

## 선거구
| 선거구                  | 선거구역              |
| ----------------------- | --------------------- |
| 제1선거구 (중구·서구)   | 중구 일원 서구 일원   |
| 제2선거구 (동구·북구)   | 동구 일원 북구 일원   |
| 제3선거구 (남구·수성구) | 남구 일원 수성구 일원 |

## 개표 결과

### 중구·서구
|  | 36.38% |

|  | 23.42% |

|  | 22.83% |

|  | 10.23% |

|  | 7.12% |

### 동구·북구
|  | 35.68% |

|  | 28.86% |

|  | 27.88% |

|  | 7.55% |

### 남구·수성구
|  | 26.82% |

|  | 24.12% |

|  | 23.22% |

|  | 17.34% |

|  | 4.88% |

|  | 3.59% |

## 당선자
|  | 36.38% |

|  | 23.42% |

|  | 35.68% |

|  | 28.86% |

|  | 26.82% |

|  | 24.12% |

## 같이 보기
- 대한민국 제12대 국회
- 대한민국 제12대 국회의원 선거
- 대한민국 제12대 국회의원 목록